# Alejandro Roca
Alejandro Roca é um município da província de Córdoba, na Argentina.